# Чегодаево (Тульская область)
Чегодаево (Чагодаево) — деревня в сельском поселение Малаховское Заокского района Тульской области.
Ранее входило в Яковлевскую волость Алексинского уезда Тульской губернии.
Этимология названия деревни связано с известным древним княжеским родом Чегодаевы, впервые упомянут в 1524 году в грамоте великого князя Василия III Ивановича.

## География
Находится в 5 км от районного центра Заокский и железнодорожной станцией Тарусская, 35 км от Серпухова, 64 км от Тулы, 110 км от Москвы.
Расстояние до аэропорта: 70 км от Тулы, 74 км от Калуги, 77 км от Домодедово.

## История
В XVI веке являлось вотчиной бояр Романовых и деревня упомянута в Тешиловском стане, Каширского уезда. В 1578—1579 годах деревней владел боярин Захарьин-Юрьев Никита Романович, пожалованная ему, по предположению профессора Цветаева Дмитрия Владимировича, в пору заведования им обороной южной окраины Московского государства.
Писцовые книги 1578/79 годов дают следующее описание: «деревня Чегодаево, на речке Жаковине, пашни серой земли 100 четей, да перелога в поле 134 чети, сена по речке по Жаковке от деревни Чегодаевки до Большой Антоньевской дороги по обе стороны 150 копен, да на Харитоньевской поляне и по оврагу 150 копен, лесу и рощи пашенные 6 десятин во все 3 поля, да не пашенного меж поль и по отвершкам 3 десятины».
Приход деревни состоял в селе Яковлево (Старое Яковлево). На средства помещика Чегодаево — Кругликова Николая Александровича, в 1830-х годах в приходской церкви Яковлево возведён купол, колонны и произведены значительные перестройки.

## Инфраструктура
К деревне подходит асфальтовая дорога. Имеется: газ, электричество, водопровод, телевидение, мобильная связь, интернет.